# Akshay Kumar
Akshay Kumar (nascido Rajiv Hari Om Bhatia em 9 de setembro de 1967) é um ator de cinema da índia, produtor e artista marcial que apareceu em centenas de filmes de Bollywood. Ele foi indicado ao Filmfare Awards várias vezes tendo vencido duas ocasiões e apareceu em mais de 125 filmes. Quando iniciou sua carreira na década de 1990, ele protagonizou filmes de ação e era conhecido em filmes característicos conhecidos como a "série Khiladi", os quais incluem Khiladi (1992), Main Khiladi Tu Anari (1994), Sabse Bada Khiladi (1995), Khiladiyon Ka Khiladi (1996), Mr. and Mrs. Khiladi (1997), International Khiladi (1999), Khiladi 420 (2000) e Khiladi 786 (2012), assim como outros filmes de ação tais como Waqt Hamara Hai (1993), Mohra (1994), Elaan (1994 film) (1994), Suhaag (1994), Sapoot (1996), Angaaray (1998), Keemat – They Are Back (1998) e Sangharsh (1999).
Em 2008, a Universidade de Windsor lhe conferiu um doutorado honorário em direito por sua contribuição ao cinema indiano. No ano seguinte, ele foi premiado com o Padma Shri pelo governo indiano. Em 2011, a The Asian Awards premiou Kumar por sua carreira impressionante no cinema.
- Wikinotícias